# Челико
Чѐлико (на италиански: Celico) е малко градче и община в Южна Италия, провинция Козенца, регион Калабрия. Разположено е на 790 m надморска височина. Населението на общината е 2845 души (към 2012 г.).